# Valentin Bucik
Valentin Bucik, slovenski psiholog, * 2. maj 1961, Ljubljana.
Deluje kot profesor na Filozofski fakulteti v Ljubljani, kjer je bil med letoma 2007 in 2011 tudi dekan.

## Biografija
Na Filozofski fakulteti Univerze v Ljubljani je diplomiral iz psihologije leta 1985. Leta 1989 je magistriral z nalogo Razvoj psihofizičnega postopka za določevanje časa trajanja fotokemičnih procesov v retini človeškega očesa in 1993 doktoriral z zagovorom teze Komparativno preverjanje veljavnosti metod za merjenje hitrosti procesiranja informacij in njihov odnos do klasičnega konstrukta splošne (g) inteligentnosti.
Leta 1986 se je redno zaposlil na Oddelku za psihologijo. 1987 je bil prvič in 1990 drugič izvoljen v naziv asistenta za psihometrijo in psihološko metodologijo. 1994 je bil izvoljen v naziv docenta, 1999 v naziv izrednega profesorja, 2005 pa v naziv rednega profesorja za psihološko metodologijo. V letih 2000 in 2001 je bil namestnik predstojnice Oddelka za psihologijo, od leta 2002 do decembra leta 2005 je bil predstojnik, od oktobra 2005 do septembra 2007 je bil prodekan FF UL za področja podiplomskega študija, organizacijskih zadev ter informacijskega sistema, od 2007 do 2011 pa je bil dekan Filozofske fakultete. 

### Pedagoško delo
Predava pri predmetih Informatika in računalništvo v psihologiji (v 1. letniku), Psihometrija II (v 3. letniku) in izbirna predmeta Multivariatne metode za analizo podatkov ter Ocenjevanje nadarjenosti in ustvarjalnosti (v 4. letniku). Tu vodi tudi seminar iz psihometrije oz. izbirni predmet Izbrana poglavja iz Psihometrije II. Predava na podiplomskem študiju psihologije na Univerzi v Ljubljani (Metodologija psihološkega raziskovanja in Novejši psihodiagnostični pristopi). Pet let je predaval predmet Industrijska psihologija študentom visokošolskega strokovnega programa Tekstilna tehnologija na Naravoslovno tehniški fakulteti Univerze v Ljubljani. Kot gostujoči profesor je od leta 1999 nosilec predmeta Psihometrija na dodiplomskem študiju psihologije na Univerzi v Sarajevu (BIH). Kot gostujoči učitelj predava na podiplomskem študiju psihologije na Univerzi v Gradcu v Avstriji, na Univerzi v Zagrebu na Hrvaškem ter na Univerzi v Sarajevu v Bosni in Hercegovini.

### Raziskovalno delo
Glavna področja njegovega raziskovanja so 
- psihofizika,
- psihološka metodologija: analiza multivariatnih statističnih tehnik, uporaba multivariantnih analiz v tržnih raziskavah, analize kovariančnih struktur,
- teorije merjenja in testiranja: preverjanje psihometričnih lastnosti psihodiagnostičnih sredstev, sestavljanje in analiza ter priredba testov, konstrukcija novih nalog za merjenje mentalne hitrosti, ocenjevanje znanja v osnovni in srednji šoli ter
- raziskovanje medosebnih razlik: struktura inteligentnosti, odnos med mentalno hitrostjo ter inteligentnostjo, med inteligentnostjo, mentalno hitrostjo in potezami temperamenta ter osebnostjo.

Delo v raziskovalnih projektih: 
Bil je odgovorni nosilec raziskovalne skupine na triletnih projektih Hitrost procesiranja informacij v možganih kot temelj hierarhične strukture inteligentnosti (1994-1996), Inteligentnost, mentalna hitrost in nekatere poteze osebnosti (1997-1999) in Evalvacija mature in uspešnost študentov na univerzi (1997-1999). Bil je odgovorni nosilec evalvacijske študije na področju vzgoje in izobraževanja Vrednotenje nekaterih vidikov kakovosti opisnega in številčnega preverjanja in ocenjevanja znanja (2001-2003). Bil je član raziskovalne skupine v projektu CRP Ugotavljanje in zagotavljanje kakovosti predšolske vzgoje v vrtcu (2001-2003). V obdobju 2004-2008 je bil član programske skupine Psihološke raziskave: Osebnost in kognicija kot dejavnika odločanja, 2004-2006 pa vodja raziskovalnega projekta Razvoj preizkusov procesiranja govornih dražljajev: kognitivnopsihološki in avdiološki vidik. Sodeloval je v projektu CRP Vpliv vrtca na otrokov razvoj in njegovo uspešnost v šoli (2001-2005) in v projektu CRP Kakovost v vzgoji in izobraževanju - samoevalvacija: Razvoj pristopov ugotavljanja kakovosti ter evalvacija učinkov zagotavljanja kakovosti (2002-2006).

## Članstvo v strokovnih združenjih
- The European Association of Psychological Assessment (EAPA) - od 2005 za 4 leta tudi član Izvršilnega odbora; od maja 2007 glavni tajnik izvršilnega odbora (Secretary General of the Executive Comittee),
- The International Society for the Study of Individual Differences (ISSID),
- The International Society for Intelligence Research (ISIR),
- Društvo psihologov Slovenije (DPS); član Komisije za psihodiagnostična sredstva DPS,
- član Republiške maturitetne komisije (RMK - od 1996 do 2003),
- član Državne izpitne komisije za poklicno maturo (DIK-POM; namestnik predsednika - od 1999 do 2003),
- član Sveta za evalvacijo pri Ministrstvu za šolstvo, znanost in šport (namestnik predsednika - od 2000 do novembra 2006),
- glavni urednik znanstveno strokovne revije Psihološka obzorja/Horizons of Psychology (od 1999 do 2005),
- sourednik (Associate Editor) revije European Journal of Psychological Assessment
- član uredniških odborov revij Suvremena psihologija (Zagreb, HR) in Psihologijske teme (Reka, HR),
- Predsednik Državne komisije za splošno maturo (DKSM) - od 2004

## Izbrane publikacije
- Bucik, V. in Neubauer, A.C. (1996). Bimodality in the Berlin model of intelligence structure (BIS): A replication study. Personality and Individual Differences, 21, 987-1005.
- Neubauer, A.C. in Bucik, V. (1996). The mental speed-IQ relationship: Unitary or modular? Intelligence, 22, 23-48.
- Bucik, V. in Brenk, K. (1997). Internal and external validation of the Bortner Type A Scale. Review of Psychology, 4, 25-39.
- Bucik, V. (1997). Osnove psihološkega testiranja. Ljubljana: Filozofska fakulteta Univerze v Ljubljani.
- Sočan, G. in Bucik, V. (1998). Relationship between speed of information-processing and two major personality dimensions - extraversion and neuroticism. Personality and Individual Differences, 25, 35-48.
- Wechsler, D., Boben, D. in Bucik, V. (2001). WISC-IIISI: Wechslerjeva lestvica inteligentosti za otroke: priročnik (3. izd.). Ljubljana: Center za psihodiagnostična sredstva. ISBN 961-6068-31-8
- Bucik, V. (2002). The role of decision speed in the construct of intelligence. Psihološka obzorja / Horizons of Psychology, 11 (4), 69-85.
- Poljanšek, A. in Bucik, V. (2002). Evalvacija kakovosti. V L. Marjanovič Umek, U. Fekonja, T. Kavčič in A. Poljanšek (ur.), Kakovost v vrtcih, (Razprave Filozofske fakultete)(str. 21-35). Ljubljana: Znanstveni inštitut Filozofske fakultete.
- Bucik, V. (2003). Response-order effect in some self-reported personality questionnaires: The cases of 16PF and BFQ. Review of Psychology, 10 (2), 65-74.
- Boben, D. in Bucik, V. (2003). Slovenia. V J. Georgas, L.G. Weiss, F.R.J. van de Vijver in D.H. Saklofske (ur.), Culture and children’s intelligence: Cross-cultural analysis of the WISC-III (str. 181-197). San Diego, CA: Academic Press.
- Bucik, V. (2004). Pouzdanost i valjanost slovenačke adaptacije WISC-IIISI. Suvremena psihologija, 7 (1), 5-28.
- Zorko, M., Marušič, A., Čebašek-Travnik, Z. in Bucik, V. (2004). The frontal lobe hypothesis: Impairment of executive cognitive functions in chronic alcohol in-patients. Psychiatria Danubina, 16 (1/2), 21-28.
- Boben, D. in Bucik, V. (2005). Kultura in inteligentnost otrok: medkulturna analiza testa WISC-III. V M. Pavšič, M. Salobir in M. Jeraj (ur.). Inteligentnost, ustvarjalnost, nadarjenost: zbornik razprav (str. 25-55). Ljubljana: Društvo psihologov Slovenije, Gorenje.
- Zadravec, T., Bucik, V.in Sočan, G. (2005). The place of dysfunctional and functional impulsivity in the personality structure. Psihološka obzorja / Horizons of Psychology, 14 (2), 39-50.
- Roškar, S., Zorko, M., Bucik, V. in Marušič, A. (2007). Problem solving for depressed suicide attempters and depressed individuals without suicide attempt. Psychiatria Danubina, 19 (4), 296-302.